# Ivan Vojtko
Ivan Vojtko (* 27. Dezember 1964 in Rimavská Sobota) ist ein slowakischer Basketballtrainer.

## Laufbahn
Vojtko studierte in Moskau und in Kiew und schloss mit dem akademischen Grad des Doktors ab. Er arbeitete danach sieben Jahre in der Slowakei als Trainer, erst der Herrenmannschaft von Žiliny und anschließend des Frauenteams von Košice.
1997 übernahm er das Traineramt des deutschen Zweitligisten SC Rist Wedel, den er in der Saison 1997/98 in die Aufstiegsrunde zur Basketball-Bundesliga führte. Nach zwei Jahren in Wedel wechselte Vojtko 1999 zum Oldenburger TB, mit dem er in seinem ersten Amtsjahr von der zweiten in die erste Bundesliga aufstieg. Im Januar 2001 wurde er vom niedersächsischen Verein entlassen.
Zur Saison 2001/02 wurde er vom Zweitligisten BG Karlsruhe als Cheftrainer eingestellt und führte die Mannschaft 2003 zum Meistertitel in der 2. Basketball-Bundesliga Süd und somit zum Aufstieg in die erste Liga. Im Dezember 2003 trat Vojtko von seinem Amt zurück.
Zwischen 2004 und 2006 trainierte er mit dem USC Freiburg abermals einen deutschen Zweitligisten, ehe er in der Saison 2006/07 das Traineramt beim Damen-Bundesligisten BG Dorsten bekleidete. Vojtko wechselte in der Folge in die Tschechische Republik und arbeitete ab der Saison 2007/08 bis Oktober 2008 als Cheftrainer für den Erstligisten BK Synthesia Pardubice.
Er kehrte nach Deutschland und zur BG Karlsruhe (mittlerweile in der 2. Bundesliga ProA) zurück, die er ab Dezember 2008 bis Saisonende 2009/10 erneut als Trainer betreute. Zwischen November 2011 und Januar 2012 war Vojtko Cheftrainer des slowakischen Erstligavereins BK Inter Bratislava, zur Saison 2012/13 übernahm er den Trainerposten bei den Uni-Riesen Leipzig (damals ProA), trennte sich aber Ende Januar 2013 von dem sächsischen Verein. Zu jenem Zeitpunkt stand Leipzig auf dem letzten Tabellenrang. 2012 und 2013, also teils parallel zu seiner Tätigkeit bei den Uni-Riesen, war Vojtko Cheftrainer der slowakischen Damen-Nationalmannschaft, die er zur Teilnahme an der Europameisterschaft 2013 führte und die er auch während des im Juni 2013 in Frankreich ausgetragenen Turniers betreute.
Anschließend übernahm Vojtko die sportliche Leitung der Basketballakademie des SSC Karlsruhe und bekam im Rahmen dieser Aufgabe unter anderem das Traineramt bei der U16-Jungenmannschaft des Vereins in der Jugend-Basketball-Bundesliga übertragen. Er arbeitete acht Jahre für den Verein.
Sein 2004 geborener Sohn Marco Vojtko schlug ebenfalls eine Laufbahn im Leistungsbasketball ein.
Im Januar 2024 kehrte Ivan Vojtko aus familiären Gründen in die Slowakei zurück und wurde im Jugendbereich des Vereins AS Trenčín tätig.